# Коваль, Илья Владимирович
Илья Владимирович Коваль (бел. Ілья Уладзіміравіч Коваль; род. 6 января 1998, Минск) — белорусский футболист, защитник клуба «Молодечно-2018».

## Карьера

### Начало карьеры
Воспитанник футбольной академии «Минска», в 2016 году в составе юношеской команды занял третье место в первой лиге юношеского первенства страны. В 2017 году футболист перешёл в «Городею» и стал выступать за дублирующий состав клуба. В ноябре 2017 года футболист был переведён в основную команду клуба. За основную команду клуба футболист так и не дебютировал
В начале 2019 года футболист присоединился к дзержинскому «Арсеналу», откуда затем в июле 2019 года перешёл в «Молодечно-2018», вместе с которым по итогу сезона стал бронзовым призёром Второй лиги. Во всех трёх командах был одним из основных игроков.

### «Барановичи»
В начале 2020 года футболист присоединился к «Барановичам», вместе с которыми выступал во Второй лиге. В начале 2021 года футболист готовился с клубом к новому сезону в рамках Первой лиги. Первый матч в новом сезоне сыграл 17 апреля 2021 года против новополоцкого «Нафтана». Первым результативным действием за клуб отличился 13 июня 2021 года в матче против «Лиды», отдав голевую передачу. На протяжении сезона был одним из основных игроков, отличившись 3 результативными передачами.
Новый сезон начал 10 апреля 2022 года с матча против «Осиповичей». Дебютный гол за клуб забил 15 мая 2022 года в матче против «Молодечно-2018», благодаря которому помог на последних минутах помог барановичскому клубу вырвать ничью. На протяжении сезона футболист также оставался ключевым игроком клуба, отличившись забитым голом и результативной передачей. По окончании сезона в ноябре 2022 года покинул клуб.

### «Сморгонь»
В декабре 2022 года футболист проходил просмотр в «Ислочи». В январе 2023 года футболист присоединился к «Сморгони». Дебютировал за клуб 21 апреля 2023 года в матче против «Слуцка», забив также свой дебютный гол на последних минутах, который принёс сморгонскому клубу победу. Затем футболист быстро смог закрепиться в основной команде клуба, на протяжении всего сезона чередуя матчи в стартовом составе и со скамейки запасных. По итогу сезона помог клубу сохранить прописку в высшем дивизионе.
В феврале 2024 года футболист продлил контракт с клубом ещё на сезон. Новый сезон за клуб футболист начал 16 марта 2024 года с матча против минского «Динамо», выйдя на замену на 68 минуте.

## Достижения
«Молодечно-2018»
- Победитель Первой лиги: 2024